# Ahmadshah Abdullah
T.Y.T. Tun Datuk Seri Panglima Ahmadshah bin Abdullah, SMN, SPDK, DP, PGDK, ASDK, KMN, JP (* 9. Dezember 1946 in Inanam, Britisch-Nordborneo; † 20. Mai 2025 in Kota Kinabalu) war der 9. Yang di-Pertua Negeri Sabah, das zeremonielle Staatsoberhaupt des malaysischen Bundesstaats Sabah.

## Schulbildung
Ahmadshah begann seine Schulbildung 1952 an der Government Primary School Darau in Menggatal und schloss seine höhe Schulbildung 1967 an der La Salle Secondary School Tanjung Aru in Kota Kinabalu ab. Sein Studium am South Devon College in England schloss er mit einem Diplom in Development Administration ab. An der Indiana State University in den USA erhielt er einen Bachelor of Science in Politikwissenschaften.

## Berufsleben
Sein Berufsleben begann er am 1. März 1968 als Zollbeamter am Königlichen Zoll- und Steueramt in Kota Kinabalu. Am 10. November 1969 wurde er als Assistant District Officer in den Distrikt Beaufort versetzt. Von April 1979 bis Juli 1983 stand er als Leitender Beamter im Dienst des National Paddy and Rice Board. Weitere Stationen seiner Karriere waren seine Arbeit als Sekretär der Kommission für den Öffentlichen Dienst des Bundesstaates Sabah (1983), Daawah-Beauftragter des Islamrats von Sabah von Oktober 1986 bis Januar 1988, Sekretär des Islamrats von Januar 1988 bis Juni 1994, Sekretär im Ministerium für Innere Angelegenheiten und Forschung von 1994 bis 1995 und Direktor im State Public Service Department von Dezember 1995 bis März 1998. Als Stellvertretender Staatssekretär der Verwaltung diente er vom 21. März 1998 bis zu seiner Pensionierung am 8. Dezember 2002.
Am 1. Januar 2003 wurde er als neunter Yang di-Pertua Negeri Sabah vereidigt. Er diente zwei volle Amtszeiten als zeremonielles Staatsoberhaupt Sabahs und trat am 31. Dezember 2010 zurück.

## Privatleben
Ahmadshah war mit Hajah Dayang Masuyah binti Awang Japar verheiratet. Das Paar hatte drei Söhne und eine Tochter.